# Parapheromia interbrunnea
Parapheromia interbrunnea är en fjärilsart som beskrevs av Dyar 1912. Parapheromia interbrunnea ingår i släktet Parapheromia och familjen mätare. Inga underarter finns listade i Catalogue of Life.